# Zoolatria

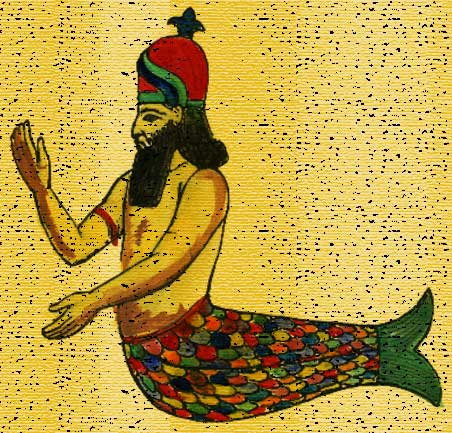
Dio Dagon, oppure di un uomo barbuto con la parte inferiore del corpo a forma di pesce

Per zoolatria si intende un culto religioso che considera gli animali come manifestazioni della divinità.
Tale culto era diffuso soprattutto nell'antichità e, in particolar modo, presso gli antichi Egizi.